# 색초

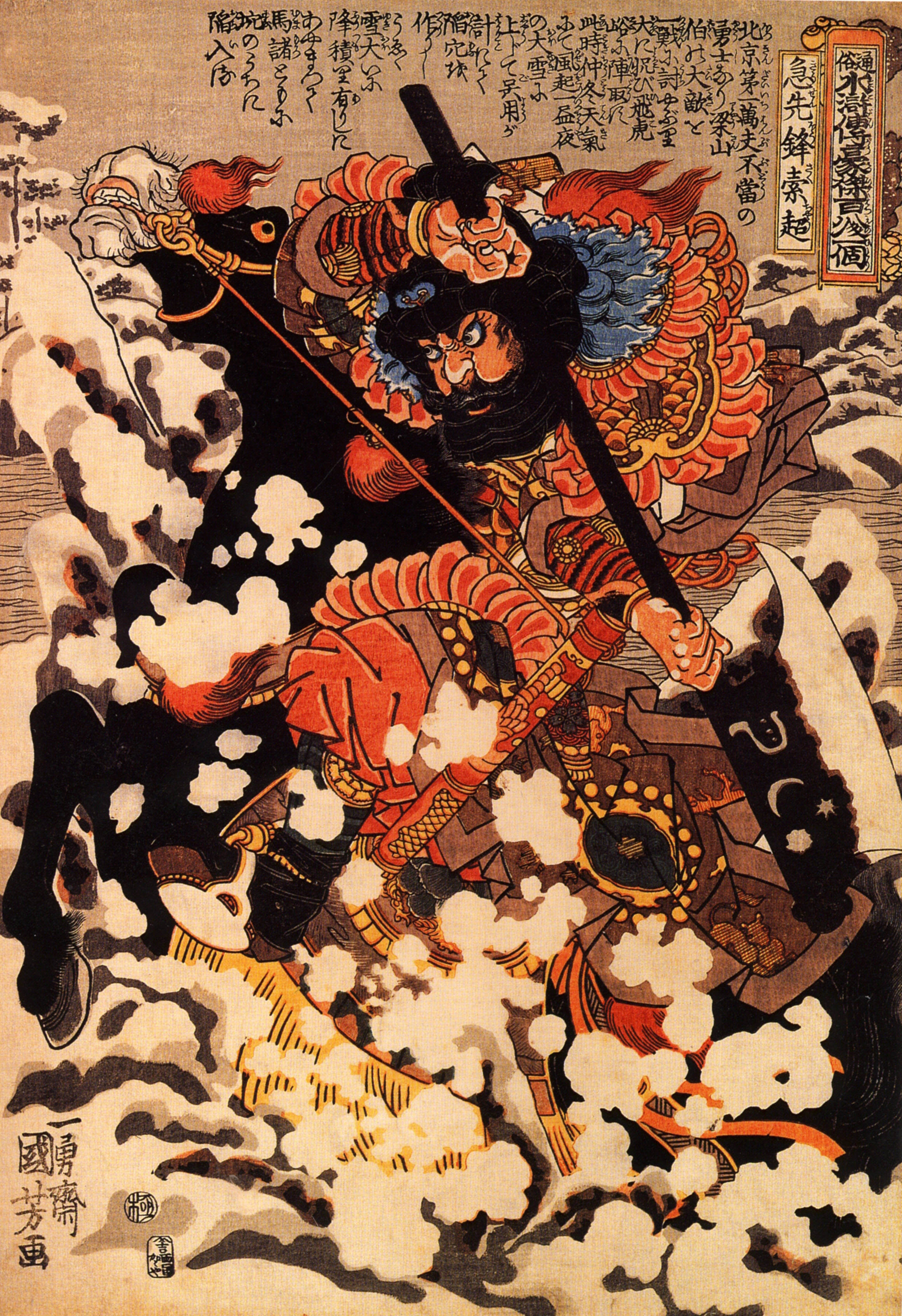
우타가와 구니요시가 그린 색초 우키요에

색초(중국어 정체자: 索超 쒀차오[*])는 중국의 사대기서 중 하나인 《수호전》에 등장하는 인물로, 108성 중 19위이자 천강성(天罡星)의 천공성(天空星)에 해당한다. 전투에서 참을성이 없어서 부하들보다 먼저 돌격하기에 급선봉(急先鋒)이라는 별호로 불렸다. 전투시 커다란 도끼 '금잠부(金蘸斧)'를 사용한다.

## 생애
수도인 동경 개봉부에서 이우를 살인한 죄로 북경 대명부로 유배된 양지는 그 곳의 유수사인 양중서의 관심을 사로잡고 제할이 된다. 양중서는 양지가 모든 군인들 앞에서 자신의 직책을 맡을 자격이 있다는 것을 증명할 것이라고 확신하면서 양지가 주근과 겨루도록 주선한다. 예상대로 양지는 주근을 쉽게 이기고, 무술 제자인 주근의 완패에 굴욕감을 느낀 색초는 앞으로 양중서 앞에서 양지에게 결투를 신청한다. 양중서는 대결을 승인하고, 대결을 하지만 막상막하의 실력으로 승부를 가리지 못한다. 그들의 눈부신 대결에 감명을 받은 양중서는 그들을 같은 계급으로 승진시키고, 색초는 양지와 친구가 된다.
양산박의 송강은 양중서에 의해 감금된 노준의와 석수를 구하기 위해, 공격을 감행하고 노준의와 석수를 구출한다. 색초는 양산박의 진명과 싸우기 위해 말을 타고 나오지만 한도의 화살에 왼팔을 맞고 후퇴한다.
그 후, 송강은 다시 한번 공격을 하고, 송강은 진영에서 나와 빈틈을 보이는 척을 하고 색초는 성밖으로 돌격하여 송강을 뒤쫓는다. 색초는 송강을 쫓다가 구덩이에 빠져 사로잡히고 만다. 송강은 색초를 정중히 대하면서 양산박에 들어오기를 설득하고 색초는 양산박에 들어간다.
양산박에 108명이 모인 후에는 마군 팔호기 겸 선봉사로 임명된다.
방랍군과의 항주전투에서는 석보와 일대일로 전투를 했다. 이 때 석보가 도주하여 뒤를 쫓다가 석보가 갑자기 뒤를 돌아 던진 유성추를 맞고 전사했다.

## 대중 문화
영상 매체에서 색초를 연기한 배우는 다음과 같다.
- 장하오: 드라마 《수호전》(1998)
- 류하이룽: 드라마  《수호전》(2011)